# بگذار سقوط کنم
بگذار سقوط کنم (ایسلندی: Lof mér að falla) یک فیلم درام ایسلندی به کارگردانی بالدوین شوفونیاشون است که در سال ۲۰۱۸ منتشر شد. این فیلم در چهل و سومین دورهٔ جشنواره بین‌المللی فیلم تورنتو در سال ۲۰۱۸ به نمایش درآمد.